# Celyphus xizanganus
Celyphus xizanganus är en tvåvingeart som beskrevs av Yang och Liu 1999. Celyphus xizanganus ingår i släktet Celyphus och familjen Celyphidae. Inga underarter finns listade i Catalogue of Life.